# Harrien

Harriens läge i guvernementet Estland.

Harrien (estniska: Harjumaa), historiskt landskap i Estland, till större delen ingående i dagens Harjumaa (Harrien). Det har en yta på 5 683 km². Största stad och huvudort är Tallinn (Reval). Under det ryska styret var Harrien en krets i guvernementet Estland. För landskapets historia, se Estlands historia samt Svenska Estland.

## Socknar
- Hageri socken
- Harju-Jaani socken
- Harju-Madise socken
- Juuru socken
- Jõelähtme socken
- Jüri socken
- Keila socken
- Kose socken
- Kuusalu socken
- Nissi socken
- Rapla socken
- Risti socken
- Tallinns stad